# Torneo de Queen's Club 2006
El Torneo de Queen's Club de 2006 es la edición trigésimo quinta de este campeonato. El torneo tubo lugar en el Queen's Club en Londres, Reino Unido, desde el 9 de junio hasta el 15 de junio, de 2006. El torneo es un evento correspondiente al ATP International Series. 

## Campeones

### Individual
Lleyton Hewitt vence a  James Blake, 6–4, 6–4

### Dobles
Paul Hanley /  Kevin Ullyett vencen a  Jonas Björkman /  Max Mirnyi, 6–4, 7–6(5)